# 라얀 아이트누리
라얀 아이트누리(아랍어: ريان آيت نوري, 프랑스어: Rayan Aït-Nouri, 2001년 6월 6일 ~ )는 프리미어리그 클럽 맨체스터 시티의 수비수로 활약하는 알제리의 프로 축구 선수이다. 프랑스에서 태어난 그는 알제리 국가대표팀에서 뛰고 있다.

## 구단 경력

### 앙제
아이트누리는 2016년 7월, 아이트누리의 등록금 5,000유로를 지원해주는 대가로 파리 FC에서 입단한 앙제 유소년 아카데미를 졸업했다. 2018년 2월, 16세의 나이로 프로 계약을 체결했고, 2018년 8월 25일, 파리 생제르맹과의 경기에서 1-3으로 패한 경기에서 교체 선수로 1군 데뷔 전을 치렀다.
2018-19년 시즌 3경기에 출전한 그는 2020년 1월, 니스와의 경기에서 턱뼈가 부러질 때까지 그 다음 시즌 팀의 1선발 수비수가 되었다. 코로나19 범유행으로 인해 조기 종료된 프랑스 리그 시즌이 끝나자 2023년까지 아제에 머물기로 한 새로운 계약에 서명했다.

### 울버햄프턴 원더러스
2020년 10월 4일, 아이트누리는 프리미어리그의 울버햄프턴 원더러스로 임대 이적했다. 26일 후, 그는 2-0으로 이긴 크리스털 팰리스와의 안방 경기에서 프로 축구 데뷔 첫 골을 기록했다.
2021년 7월 9일, 아이트누리는 울브스와 5년 계약을 맺고 980만 파운드에 1년 더 옵션으로 영구 이적했다. 그는 2022년 5월 15일, 1-1로 비긴 노리치 시티와의 홈 프리미어리그 경기에서 울브스 소속으로 50번째 출전 만에 두 번째 골을 넣었다.
2022년 12월 26일, 아이트누리는 에버턴과의 경기에서 울브스의 새 사령탑으로 부임한 훌렌 로페테기의 첫 프리미어리그 경기에서 결승골을 기록했고, 이 골은 아이트누리의 2022-23년 시즌 첫 골이었다.

### 맨체스터 시티
2025년 6월 9일, 아이트누리는 프리미어리그의 맨체스터 시티로 완전 이적하였으며, 계약 기간은 2030년 여름까지 5년이다. 이적료는 초기 3,180만 파운드로 알려졌으며, 추가 보너스로 최대 520만 파운드가 포함될 수 있다.

## 국가대표팀 경력
라얀 아이트누리는 파리 동부 교외의 몽트뢰유에서 태어났다. 그는 프랑스와 알제리 국적을 가지고 있다. 그는 프랑스 18세 이하 및 21세 이하 팀을 대표하여 프랑스 청소년 국가대표였다. 2023년 1월, 그는 알제리를 대표하여 국적으로 전환했다. 그는 2023년 3월 23일, 넬슨 만델라 스타디움에서 열린 니제르와의 2023년 아프리카 네이션스컵 예선 전에서 알제리 국가대표팀으로 데뷔했다.
2023년 12월, 그는 2023년 아프리카 네이션스컵에 참가할 알제리 축구 국가대표팀 명단에 이름을 올렸다.